# Alberto Soeiro

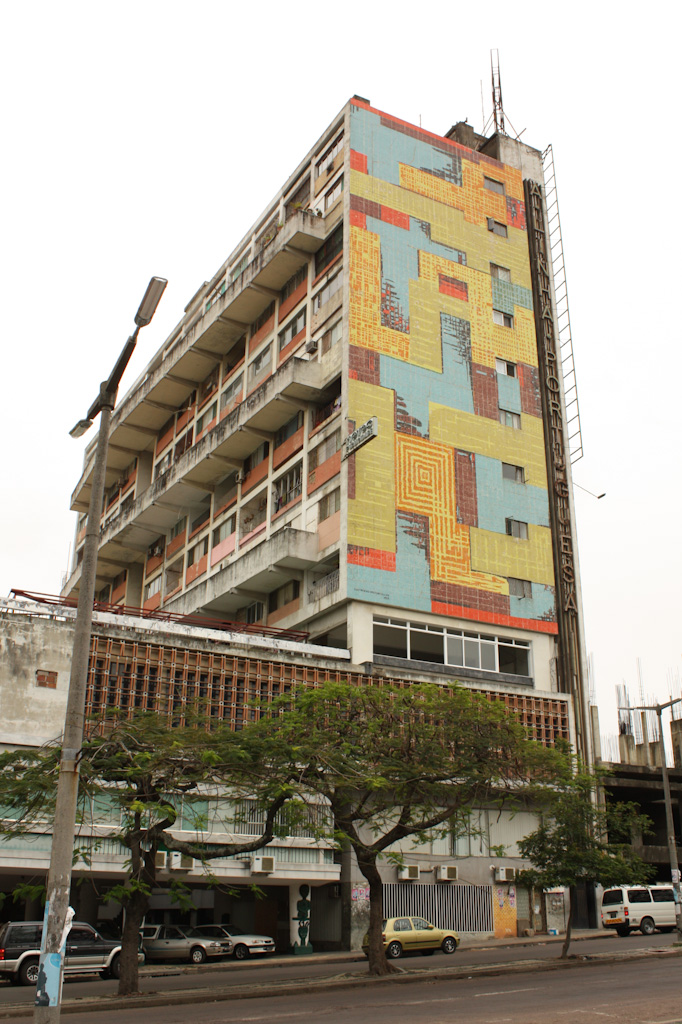
Edifício da TAP ou Montepio de Moçambique

Alberto Pires Florêncio Soeiro (1917-?) foi um arquitecto português.

## Biografia
Alberto Soeiro estudou na Escola de Belas Artes do Porto (EBAP) de 1937 a 1946. 
Foi aprovado como sócio do Sindicato Nacional dos Arquitectos em  sessão de 7 de Fevereiro de 1946 com nº de inscrição 97.

Parte significativa da sua actividade profissional foi desenvolvida em Moçambique.

## Obras
- Conjunto de Moradias da Av. Gago Coutinho nº 82 a 92, em Lisboa. 1944 (com Carlos Ramos)[3][4]
- Edifício da TAP ou Montepio de Moçambique (1960).[5]
- Prédio 33 (Maputo) trabalho conjunto com Octávio Pó e Marcos Miranda Guedes[6]
- Projecto para recuperação do imóvel destinado às instalações do Serviço Regional de Estatística dos Açores[7]